# Lamentos (película)
Lamentos, si la escuchas mueres es una película de suspenso colombiana, dirigida y escrita por Julián Casanova y estrenada en las salas de cine el 1 de diciembre de 2016. Obtuvo el premio en la categoría de mejor película extranjera de suspenso o drama en el Festival Fright Night de los Estados Unidos en 2016 y fue exhibida en importantes festivales a nivel internacional.

## Sinopsis
La película relata la trágica historia de una mujer que se suicida al ser plantada justamente el día de su matrimonio. Su espíritu atormentado regresa al mundo de los vivos para cobrar su venganza.

## Reparto
- Fabián Mendoza
- Katheryn Acevedo
- Walter Ardila
- Orlyana Camacho
- Diego Mendieta